# Młynek (gmina Poczesna)
Młynek – wieś w Polsce położona w województwie śląskim, w powiecie częstochowskim, w gminie Poczesna.

## Historia
W księgach parafialnych parafii w Poczesnej miejscowość pojawia się po raz pierwszy w 1729 r. W Królestwie Polskim folwark Młynek należał do rządowych dóbr Poczesna. Ukazem carskim z 4 listopada 1841 r. część dóbr została prawem majoratu nadana generał-lejtnantowi artylerii Michałowi Sobolewowi. W 1854 r. folwark miał powierzchnię 600 mórg. Po zmarłym w 1866 r. gen. Sobolewie majorat odziedziczył jego syn Michał, a po nim jego siostra księżna Eliza Teniszew. Na mocy ustawy z 25 lipca 1919 r. majoraty przeszły na własność Skarbu Państwa.
Wieś leży w Częstochowskim Obszarze Rudonośnym. Na początku XIX wieku w Młynku funkcjonowała kopalnia rud żelaza (była jedną z trzynastu kopalni w rejonie blachowieńskim), druga po kopalni w Nieradzie o zorganizowanej formie.
W latach 1975–1998 miejscowość administracyjnie należała do województwa częstochowskiego.

## Parafia rzymskokatolicka
Miejscowość podlega parafii Świętych Apostołów Piotra i Pawła w Nieradzie.